# Bélgica nos Jogos Olímpicos de Verão de 2016
A Bélgica, representados pelo Comitê Olímpico Belga, compete nos Jogos Olímpicos de Verão de 2016 no Rio de Janeiro entre os dias 5 e 21 de agosto de 2016. Esta será a trigésima vez que a Bélgica participa dos Jogos Olímpicos da Era Moderna, não participando apenas uma vez, nos Jogos Olímpicos de Verão de 1904, em, St. Louis.
Em sua estreia Olímpica, em Paris 1900, a Bélgica conquistou 19 medalhas. Retornou em Londres 1908 e, de lá para cá, disputou todas as edições (uma delas em casa: Antuérpia 1920). Em 26 edições, foram 151 medalhas: 41 ouros, 54 pratas e 56 bronzes.

## Medalhistas
| Medalha | Nome              | Esporte  | Evento                        | Data        |
| ------- | ----------------- | -------- | ----------------------------- | ----------- |
| Ouro    | Greg Van Avermaet | Ciclismo | Ciclismo de estrada masculino | 6 de agosto |

## Ciclismo

### Estrada
Masculino
| Atleta            | Evento         | Tempo   | Pos.            |
| ----------------- | -------------- | ------- | --------------- |
| Laurens de Plus   | Corrida        | DNF     | DNF             |
| Philippe Gilbert  | Corrida        | 6:23:23 | 42              |
| Serge Pauwels     | Corrida        | 6:16:17 | 22              |
| Greg Van Avermaet | Corrida        | 6:10:05 | Medalha de ouro |
| Tim Wellens       | Corrida        | DNF     | DNF             |
| Tim Wellens       | Contra o tempo |         |                 |

Feminino
| Atleta           | Evento         | Tempo | Pos. |
| ---------------- | -------------- | ----- | ---- |
| Ann-Sophie Duyck | Corrida        |       |      |
| Ann-Sophie Duyck | Contra o tempo |       |      |
| Lotte Kopecky    | Corrida        |       |      |
| Lotte Kopecky    | Contra o tempo |       |      |
| Anisha Vekemans  | Corrida        |       |      |

## Natação
| Atleta        | Prova           | Eliminatórias | Eliminatórias | Semifinal | Semifinal | Final       | Final       |
| Atleta        | Prova           | Tempo         | Pos.          | Tempo     | Pos.      | Tempo       | Pos.        |
| ------------- | --------------- | ------------- | ------------- | --------- | --------- | ----------- | ----------- |
| Kimberly Buys | 100 m borboleta | 57,91         | 12º           | 58,63     | 14º       | Não avançou | Não avançou |

Legenda
| Recorde mundial      | Recorde mundial (World record)               |                       | Recorde africano                      | Recorde africano (African) |                                           | Q | Classificado por posição (Qualified) |
| Recorde olímpico     | Recorde olímpico (Olympic record)            | Recorde da América    | Recorde da América (Americas)         | q                          | Classificado por melhor tempo (Qualified) |   |                                      |
| Melhor marca do ano  | Melhor marca do ano (World leading)          | Recorde asiático      | Recorde asiático (Asian)              | DNS                        | Não largou (Did not start)                |   |                                      |
| Recorde nacional     | Recorde nacional (National record)           | Recorde europeu       | Recorde europeu (European)            | DNF                        | Não terminou (Did not finish)             |   |                                      |
| Recorde pessoal      | Recorde pessoal do atleta (Personal best)    | Recorde da Oceania    | Recorde da Oceania (Oceania)          | DSQ / DQ                   | Desclassificado (Disqualified)            |   |                                      |
| Recorde da temporada | Recorde da temporada do atleta (Season best) | Recorde sul-americano | Recorde sul-americano (South America) | NM                         | Sem marca (No mark)                       |   |                                      |